# Ritchie
Ritchie is een dorp gelegen in de gemeente Sol Plaatjie in de Zuid-Afrikaanse provincie Noord-Kaap. Het ligt 40 km ten zuiden van Kimberley op de noordelijke oever van de Rietrivier en net ten westen van de Modderrivier. Ritchie en het dorpje Modderrivier zijn het middelpunt van een uitgebreide irrigatienederzetting die door kanalen van de Rietrivier gevoed worden. De nationale weg N12 gaat vlak lang Ritchie. 

## Geschiedenis
Ritchie was het eerste dorp dat door de Britten werd veroverd tijdens de Tweede Boerenoorlog in de Slag van de Twee Rivieren. Het volgende gevecht heeft bij Koedoesberg, ongeveer 15 km westelijk van Ritchie, plaatsgevonden. 

## Subplaatsen
Het nationaal instituut voor de statistiek, Stats SA, deelt sinds de volkstelling 2011 deze hoofdplaats in in zogenaamde subplaatsen (sub place), c.q. slechts één subplaats:
Ritchie SP.